# Kościół św. Benedykta w Quedlinburgu

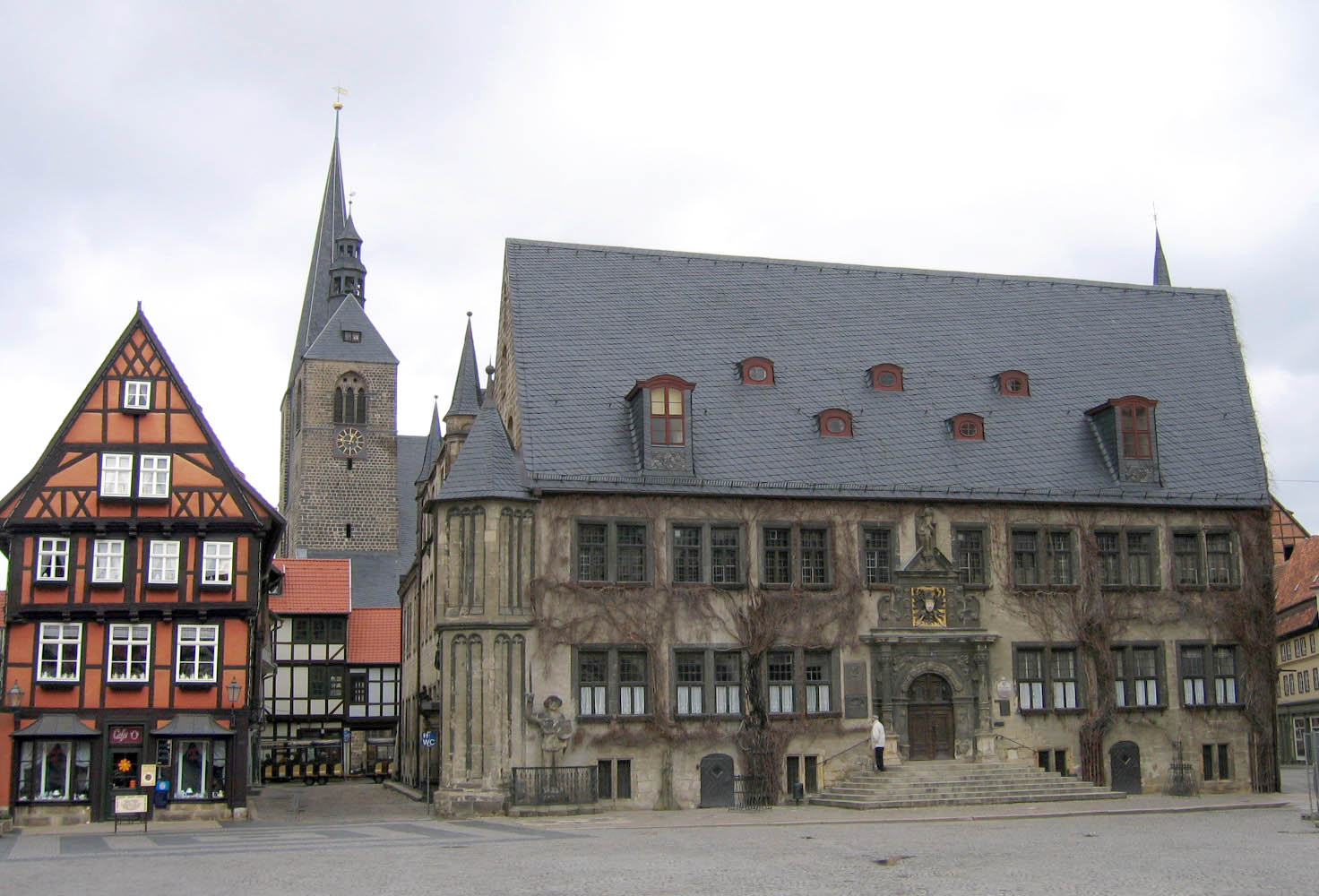
Rynek w Quedlinburgu, w głębi kościół św. Benedykta

Kościół św. Benedykta w Quedlinburgu (niem. Marktkirche St. Benedikti), parafialny kościół miasta Quedlinburga, przykład architektury późnoromańskiej i gotyckiej. Znajduje się obok ratusza, przy rynku miejskim.

## Dzieje
Kościół wzniesiono na miejscu starszego romańskiego z XIII w. Poświęcony został w 1233 r. W XIV w. gruntownie przebudowany, na kształt trójnawowej hali, otrzymał nowe prezbiterium. Kilkakrotnie odnawiany m.in. w XIX w. W trakcie odbudowy po pożarze wieży w kwietniu 1901 r. odkryto fragmenty wcześniejszej budowli m.in. romańskie okno.

## Architektura
Świątynia jest kościołem halowym, z gotyckim prezbiterium z XIV w. i dwuwieżową fasadą zachodnią. Wzniesiona w całości z kamienia. Od zewnątrz ściany oszkarpowane, niewielkie okna korpusu nawowego kontrastują z oknami prezbiterium wypełniającymi niemal w całości ściany z dekoracją maswerkową. Południowa nawa boczna i dolne partie fasady zachodniej zachowały fragmenty romańskiej budowli. Wieża północna posiada w dolnej partii hełmu pomieszczenie dla strażnika z widocznym od zewnątrz wykuszem. Do dziś zachowały się elementy rzeźby architektonicznej, przede wszystkim z czasów gotyckiej rozbudowy: na zewnątrz rzeźbione motywy solarne a wewnątrz XIV-wieczne gotyckie wsporniki oraz konsole m.in. z figurą anioła.

## Wyposażenie
Kościół zachował bogate wyposażenie, głównie z XIV – XVII w. Monumentalny dwukondygnacyjny wczesnobarokowy ołtarz główny z bogatą dekoracją rzeźbiarską (m.in. figury Mojżesza i Dawida w niszach, na zwieńczeniu scena Zmartwychwstania), oraz dwoma obrazami. Jeden z obrazów przedstawia Chrystusa powołującego apostołów, drugi proroka Jonasza. Drewniany barokowy stół ołtarzowy posiada płaskorzeźbione alegorie Nadziei i Miłości.
Gotycką snycerkę reprezentują dwa tryptyki. Pierwszy z nich wykonany u schyłku XIV w. ukazuje w części środkowej Pietę oraz postaci świętego Mikołaja i Benedykta. Na skrzydłach bocznych umieszczono figury świętych dziewic; w predelli pełnoplastyczne rzeźby przedstawiające świętych Marcina, Scholastykę oraz Antoniego. Drugi tryptyk w Kalendskapelle pochodzi z okresu późnego gotyku, z 1480 r., przedstawia figury Madonny z Dzieciątkiem w scenie środkowej oraz świętych na skrzydłach. W kaplicy Kalendskapelle znajduje się bogaty zespół XV- i XVI-wiecznych płyt nagrobnych oraz figur z XVII w., m.in. figura króla Dawida grającego na harfie.
Ponadto w nawie głównej wyróżniają się gotycki krucyfiks, wczesnobarokowe stalle rady miejskiej oraz chrzcielnica wykonana z alabastru z 1648 r.
Ufundowana przez rodzinę von Stamer, manierystyczna ambona z 1581 r. posiada bogatą dekorację rzeźbiarską. Korpus ambony, udekorowany płaskorzeźbionymi scenami chrystologicznymi oraz rzeźbami apostołów, wspiera figura Archanioła Gabriela. Baldachim zdobiony jest panoramą Jerozolimy oraz figurą Boga Ojca w niebiosach.
Obecnie kościół można zwiedzać przez cały rok.